# Ulica Na Zjeździe w Krakowie
Ulica Na Zjeździe – ulica w Krakowie, położona w całości w administracyjnej dzielnicy XIII Podgórze.
Łączy ulicę Bolesława Limanowskiego z mostem Powstańców Śląskich. Jest dwujezdniowa.

## Historia
Ulica została w obecnym kształcie wytyczona w latach trzydziestych XX wieku jako zjazd z mostu Powstańców Śląskich, wtedy też Rada Miasta Krakowa nadała jej obecną nazwę. 
Powstanie ulicy spowodowało duże zmiany w topografii okolicy. Na potrzeby ulicy zniknęła wówczas część istniejących od średniowiecza składów solnych.

## Infrastruktura
Ulicę Na Zjeździe tworzą dwie dwupasmowe ulice (w niektórych zwężane do jednopasmowej ulicy), oddzielone od siebie torowiskiem tramwajowym. Na ulicy znajdują się 1 przystanek autobusowy i tramwajowy pod nazwą: „Plac Bohaterów Getta należący do MPK Kraków. W otoczeniu owej drogi znajduje się m.in. Plac Bohaterów Getta oraz pawilony handlowo-usługowe wypełniające w znacznej części otoczenie ulicy.
Wraz z ulicą Wielicką, Bolesława Limanowskiego i Starowiślną tworzą ciąg komunikacyjny, o długości około 9,4 km.